# Référendum constitutionnel rwandais de 2003
Le 26 mai 2003, un référendum est proposé aux rwandais avec pour objectif de réformer la constitution rwandaise. Il leur est demandé s'ils acceptent la nouvelle constitution qui leur est proposée ou non. Le résultat de ce référendum est positif. Cette décision a été validée par la Cour suprême du Rwanda par un arrêt du 2 juin 2003. Une nouvelle constitution est alors adoptée.